# Calyptrocolea
Calyptrocolea là một chi rêu trong họ Adelanthaceae.